# Kosorín
Kosorín (ungarisch Koszorús – bis 1892 Koszorin) ist eine Gemeinde in der Mitte der Slowakei mit 439 Einwohnern (Stand 31. Dezember 2024), die zum Okres Žiar nad Hronom, einem Teil des Banskobystrický kraj, gehört.

## Geographie
Die Gemeinde befindet sich im nordöstlichen Ausläufer des Talkessels Žiarska kotlina im Tal des Kosorínsky potok, der hier den Klokočský potok aufnimmt, unterhalb der Kremnitzer Berge. Das Ortszentrum liegt auf einer Höhe von 366 m n.m. und ist 13 Kilometer von Žiar nad Hronom entfernt.
Nachbargemeinden sind Handlová im Norden, Slaská im Osten, Lutila im Süden und Janova Lehota im Westen.

## Geschichte

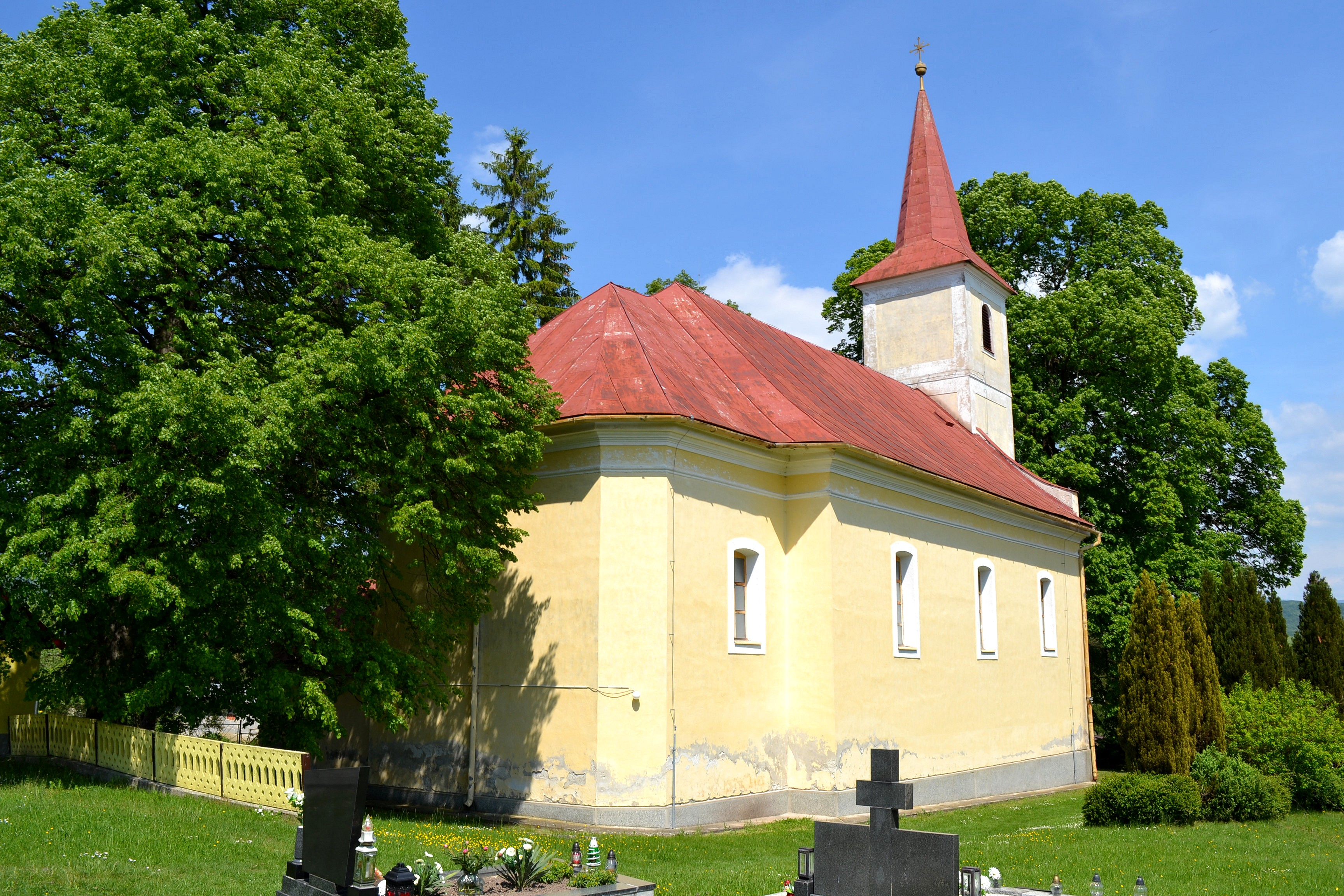
Ladislauskirche in Kosorín

Kosorín wurde zum ersten Mal 1487 als Kozoeri schriftlich erwähnt und gehörte zu dieser Zeit zum Gut des Erzbistums Gran. 1534 wurden sieben Porta verzeichnet, 1601 standen 30 Häuser im Ort, 1715 hatte die Ortschaft je eine Gaststätte und Mühle sowie 28 Steuerpflichtige. 1776 wechselte der Besitz zum neu gegründeten Bistum Neusohl. 1828 zählte man 60 Häuser und 380 Einwohner, die als Steinmetze beschäftigt waren. Im Ort stellte man zudem Baumaterial her und es gab eine Ziegelei.
Bis 1918 gehörte der im Komitat Bars liegende Ort zum Königreich Ungarn und kam danach zur Tschechoslowakei beziehungsweise heute Slowakei. Nach dem Zweiten Weltkrieg arbeitete ein Teil der Einwohner in Industriebetrieben in umliegenden Städten wie Žiar nad Hronom, Handlová und Prievidza.

## Bevölkerung
| Jahr                | 1994 | 2004    | 2014    | 2024    |
| ------------------- | ---- | ------- | ------- | ------- |
| Anzahl der Personen | 408  | 409     | 425     | 439     |
| Unterschied         |      | +0,24 % | +3,91 % | +3,29 % |

| Jahr                | 2023 | 2024    |
| ------------------- | ---- | ------- |
| Anzahl der Personen | 454  | 439     |
| Unterschied         |      | −3,30 % |

Nach der Volkszählung 2011 wohnten in Kosorín 429 Einwohner, davon 400 Slowaken, zwei Tschechen sowie jeweils ein Magyare und Mährer. 25 Einwohner machten keine Angabe zur Ethnie.
301 Einwohner bekannten sich zur römisch-katholischen Kirche, neun Einwohner zur Evangelischen Kirche A. B., zwei Einwohner zur evangelisch-methodistischen Kirche und ein Einwohner zur griechisch-katholischen Kirche. 62 Einwohner waren konfessionslos und bei 54 Einwohnern wurde die Konfession nicht ermittelt.

## Bauwerke
- römisch-katholische Ladislauskirche im klassizistischen Stil aus den Jahren 1926–1928, die durch Umbau der älteren Kapelle aus den Jahren 1800–1803 entstand

## Söhne und Töchter der Gemeinde
- Miroslav Vratil (* 1920), tschechoslowakischer Fußballspieler